# アナスタシア・シガ
アナスタシア・シガ（英語: Anastasia Shiga、2013年1月10日 - ）は、日本の女優、タレント。LIGAMENT所属。

## 人物
東京都千代田区出身。日本生まれの日本育ち。父は日本人の実業家、母はロシア人のモデル。父の母国語である日本語と、母の母国語であるロシア語の他に英語も話すトリリンガル。2019年公開の映画『ソローキンの見た桜』の完成試写会時に、映画に出演していたアレクサンドル・ドモガロフ、プロデューサーの益田祐美子らと出会う。『ハチとパルマの物語』の製作が決まりプロデューサーの益田祐美子から声がかかり、映画初出演となる。

## 出演

### 映画
- ハチとパルマの物語（アナスタシア・ラザレフ役）